# Bezzia medusa
Bezzia medusa är en tvåvingeart som beskrevs av Nie, Li, Li och Yu 2005. Bezzia medusa ingår i släktet Bezzia och familjen svidknott. Inga underarter finns listade i Catalogue of Life.